# Hoot Gibson
Hoot Gibson (6 de agosto de 1892-23 de agosto de 1962) fue un campeón de rodeo y actor estadounidense, además de director y productor cinematográfico.

## Primeros años y carrera
Su verdadero nombre era Edmund Richard Gibson, y nació en Tekamah, Nebraska, aunque su familia se mudó a California cuando él tenía siete años de edad. Siendo muy joven aprendió a cabalgar, y de adolescente trabajaba con caballos en un rancho, lo cual le llevó a competir en la monta de broncos, dentro del deporte del rodeo. Sus compañeros de trabajo le apodaban "Hoot Owl", de donde surgió su nombre artístico, "Hoot".
En 1910 el director Francis Boggs buscaba cowboys con experiencia para actuar en su corto mudo Pride of the Range. Contrató a Gibson y a otra futura estrella del western, Tom Mix. Gibson hizo un segundo film para Boggs en 1911. Tras la muerte del director a manos de un trabajador perturbado, Gibson fue contratado por el director Jack Conway para trabajar en su western de 1912 His Only Son. 
La interpretación era una ocupación menor para Gibson, que seguía compitiendo en los rodeos como principal fuente de ingresos. Así, en 1912 ganó el famoso campeonato Pendleton Round-Up en Pendleton, Oregón, y el Campeonato Mundial de lazo sencillo en el Calgary Stampede.
La carrera de Gibson fue temporalmente interrumpida para servir en el Ejército de los Estados Unidos durante la Primera Guerra Mundial. Tras finalizar la guerra, volvió al negocio del rodeo e hizo amistad con Art Acord, también cowboy y actor cinematográfico. Tras participar en rodeos durante el verano, volvió a Hollywood para hacer trabajo de especialista. Durante varios años Gibson hizo papeles secundarios (principalmente en westerns) con estrellas como Harry Carey. En 1921 la demanda de películas de cowboys era tan grande que Gibson empezó a recibir ofertas para interpretar primeros papeles. Algunas de ellas llegaron del director John Ford, con el cual Gibson entabló una duradera relación laboral y de amistad.

## Dificultades financieras y últimos años
Desde la década de 1920 hasta la de 1940, Hoot Gibson fue una estrella cinematográfica, únicamente superado por Tom Mix entre los actores más taquilleros del western. Además, tuvo éxito en la transición al cine sonoro y, como resultado de ello, fue un intérprete muy bien pagado. 
También tuvo sus propios cómics, y su popularidad se mantuvo hasta la llegada de cowboys cantantes como Gene Autry o Roy Rogers, que le relegaron a un segundo plano. 
En 1933 Gibson resultó herido cuando se accidentó su avión mientras corría con Ken Maynard en las carreras aéreas National Air Races. Más adelante los dos amigos se unieron para rodar una serie de películas de bajo presupuesto en el ocaso de sus carreras. 
Los años de grandes ganancias se habían terminado cuando a Gibson le llegó el momento del retiro. Había derrochado gran parte de sus ingresos con un tren de vida muy alto, y con malas inversiones. Mediada la década de 1950, Gibson se encontraba arruinado, situación agravada en parte por las costosas facturas médicas derivadas de sus problemas de salud. Para sostenerse económicamente, hubo de trabajar en un casino de Las Vegas Strip, y en un carnaval, aceptando casi cualquier trabajo que su menguada fama podía obtener.

## Vida personal
Hoot Gibson se casó con Rose August Wenger, una jinete que había conocido en el Pendleton Round-Up de Oregón en algún momento entre 1911 y 1913. Bajo el nombre de Helen Gibson, se convertiría, por méritos propios, en una estrella cinematográfica, destacando como protagonista de la serie de filmes de aventuras The Hazards of Helen. 
Tras su divorcio, Gibson conoció a una joven llamada Helen Johnson, con quien se casó en 1920 o 1922, y con la que tuvo una hija, Lois Charlotte Gibson. Se divorciaron en 1930. El hecho de que Hoot Gibson se casara de manera consecutiva con dos mujeres llamadas Helen, ha producido alguna confusión al tratar los datos biográficos del actor.
Tras divorciarse de Helen Johnson, Gibson tuvo un breve matrimonio con la actriz cinematográfica Sally Eilers, finalizado en 1933. Gibson se casó una última vez, con Dorothy Dunstan, el 3 de julio de 1942. 
Hoot Gibson falleció a causa de un cáncer en 1962 en Woodland Hills (Los Ángeles), California, y fue enterrado en el Cementerio Inglewood Park de Inglewood (California).
Por su contribución a la industria cinematográfica, Hoot Gibson recibió una estrella en el Paseo de la Fama de Hollywood, en el 1765 de Vine Street. En 1979 fue incluido en el Western Performers Hall of Fame del National Cowboy & Western Heritage Museum en Oklahoma City, Oklahoma.

## Filmografía selecta
- The Soul Herder (1917)
- The Horse Soldiers (1959)